# Джеймс Гандольфіні
Джеймс Гандольфіні (англ. James Gandolfini; 18 вересня 1961, Вествуд, Нью-Джерсі — 19 червня 2013, Рим) — американський актор. Найбільшу популярність здобув за роль Тоні Сопрано — голови злочинної сім'ї в серіалі «Клан Сопрано» виробництва компанії HBO, за виконання якої його було удостоєно трьох премій «Еммі» та «Золотого глобуса».

## Біографія
Джеймс Гандольфіні народився 18 вересня 1961 року у боро Вествуд, штат Нью-Джерсі, у родині американців італійського походження — куховарки та муляра. Закінчив Рутгерський університет перед початком артистичної діяльності у нью-йоркському театрі. Його дебют на сцені відбувся 1992 року.
Відомий за фільмами «Самотні серця» з Джоном Траволтою та Сальмою Гаєк та «Все королівське військо» з Шоном Пенном та Джудом Лоу. У фільмі «Швидкість падіння» зіграв російського мафіозі.
У музичній комедії «Любов та сигарети» він грав разом з Сьюзен Серендон та Кейт Вінслет (режисер — Джон Туртурро).
Найбільшу популярність Гандольфіні принесла роль принципового та авторитетного глави кримінального клану Сопрано у однойменному телесеріалі телеканалу HBO. За її виконання актор був удостоєний трьох премій «Еммі» та «Золотого глобуса».
Був двічі одружений. Від першого шлюбу є син Майкл (нар. 1999), від другого — дочка, Ліліана Рут (нар. 2012).

### Смерть
19 червня 2013 року, перебуваючи на відпочинку з 13-річним сином Майклом у Римі, близько 22 години за місцевим часом Гандольфіні знепритомнів у ванній кімнаті готельного номера. Майкл покликав за допомогою, після чого було викликано бригаду швидкої допомоги, що доставила Гандольфіні до госпіталю Policlinico Umberto I. Вже у машині йому було проведено реанімаційні процедури, що тривали протягом 40 хвилин та після прибуття до лікарні. Після безуспішних спроб реанімації Джеймса Гандольфіні було оголошено померлим приблизно о 23:20. За словами професора Клаудіо Модін, в актора просто зупинилося серце.
21 червня було проведено розтин, що встановив офіційну причину смерті Гандольфіні, — інфаркт міокарда.
22 червня актор повинен був відвідати Таорміну для участі у місцевому кінофестивалі. Смерть Гандольфіні викликала широкий резонанс у світових ЗМІ, а багато колег актора просто не могли повірити у те, що трапилося.
26 червня всі бродвейські театри погасили світло на одну хвилину, щоб вшанувати пам'ять артиста. 27 червня пройшло прощання з Гандольфіні у нью-йоркському соборі Іоанна Богослова, яке відвідав практично весь ключовий акторський склад «Клану Сопрано».

## Фільмографія
- Шок! Шок! Шок! (1987) — черговий
- Останній бойскаут (1991) — бандит Маркоуна
- Чужа серед нас (1992) — Тоні Балдесарі
- Безкоштовні гроші (1993) — Біллі Койл
- Справжнє кохання (1993) — Вірджіл, підручний Кокотті
- Італійське кіно (1993) — Анджело
- Містер Чудо (1993) — Майк
- Швидкість падіння (1994) — Бен Пінкуотер
- Енджі (1994) — Вінні
- Дістати коротуна (1995) — Ведмідь
- Багряний приплив (1995) — лейтенант Боббі Догерті
- Новий Світ[fr] (1995) — Вілл Каверра
- Присяжна (1996) — Едді
- Ніч над Манхеттеном (1996) —  Джої Аллегретто
- Вона прекрасна (1997) — Кіфер
- Пердіта Дуранго[en] (1997) —  Вілл ' Вуді ' Думас
- Північ у саду добра і зла (1997) — кухар в закусочній
- 12 розгніваних чоловіків (1997) —  присяжний № 6 — маляр, терпляче та шанобливо вислухує інших присяжних (1997)
- Постріл[en] — Волтер Діфіделі
- Цивільний позов (1998) — Ел Лав
- Велетень (1998) — Кенні Кейн
- Той, що занепав (1998) — Лу
- Клан Сопрано (1999 — 2007) — Тоні Сопрано
- 8 міліметрів (1999) — Едді Пул
- Абсолютно новий день (1999) — Вінсент
- Останній замок (2001) — полковник Вінтер
- Мексиканець (2001) —  Вінстон Белдрі ' '
- Людина, якої не було (2001) — Великий Дейв
- Пережити Різдво (2004) — Том Валко
- Любов та сигарети (2005) — Нік Мердер
- Самотні серця (2006) — Чарльз Гілдербрандт
- Вся королівська рать (2006) — Крихітка Дафі
- Історії Америки[en] (2007) — чоловік
- Захоплення підземки 123 (2009) — мер Нью-Йорка
- у петлі (2009) — генерал Міллер
- Там, де живуть чудовиська (2009) — Керол(озвучка)
- Ласкаво просимо до Райлі (2010) — Даг Райлі
- Поїздка діточки (2011) — Бейлі
- Правдиве кіно[en] (2011) — Крейг Гілберт
- Виолет та Дейзі[en] (2011) — Майкл
- Пограбування казино (2012) — Міккі
- Мета номер один (2012) — Леон Панетта
- Не зникають (2012) — Пет Даміано
- Неймовірний Берт Вандерстоун (2013) — Даг Манні
- Рятувальники тварин (2014) — власник бару
- Брудні гроші (2014) — Марвін «Кузен Марв» Стіпплер

## Нагороди
За роль Тоні Сопрано він був удостоєний трьох призів «Еммі» і «Золотого глобуса» за найкращу роль у драматичному серіалі.